# Teorema de intercambio de Steinitz
El teorema de intercambio de Steinitz es un teorema básico del álgebra lineal que se utiliza, por ejemplo, para demostrar que dos bases cualesquiera de un espacio vectorial de dimensión finita tienen el mismo número de elementos. El teorema recibe el nombre del matemático alemán Ernst Steinitz.

## Enunciado
Sea {\displaystyle V} un espacio vectorial sobre un cuerpo {\displaystyle \mathbb {K} }. Sean {\displaystyle U} y {\displaystyle W} subconjuntos finitos de {\displaystyle V} tales que {\displaystyle U} es linealmente independiente y {\displaystyle W} es generador de {\displaystyle V}. Entonces,
1. {\displaystyle \left\vert U\right\vert \leq \left\vert W\right\vert }
2. Existe un subconjunto {\displaystyle W'\subseteq W} de cardinal {\displaystyle \left\vert W'\right\vert =\left\vert W\right\vert -\left\vert U\right\vert } tal que {\displaystyle U\cup W'} genera {\displaystyle V}.

## Demostración
Como, por hipótesis, {\displaystyle U} y {\displaystyle W} son finitos, podemos definir {\displaystyle m:=\left\vert U\right\vert } y {\displaystyle n:=\left\vert W\right\vert }. Por tanto, podemos suponer que {\displaystyle U=\{u_{1},...,u_{m}\}} y {\displaystyle W=\{w_{1},...,w_{n}\}}. Para demostrar el teorema, procedemos por inducción sobre {\displaystyle m}:
Caso base ({\displaystyle m=0}):
Vemos que (1) es cierto, pues {\displaystyle \left\vert W\right\vert \geq 0=m=\left\vert U\right\vert }. Además, (2) es cierto porque podemos tomar {\displaystyle W'=W} y tenemos que
- {\displaystyle \left\vert W'\right\vert =\left\vert W\right\vert =\left\vert W\right\vert -0=\left\vert W\right\vert -m=\left\vert W\right\vert -\left\vert U\right\vert },
- {\displaystyle U\cup W'=\emptyset \cup W'=W'=W}, que es, por hipótesis, generador de {\displaystyle V}.

Paso inductivo:
Para el paso inductivo vamos a suponer que el enunciado del teorema es cierto para {\displaystyle m-1} y vamos a ver que lo es para {\displaystyle m}. Por tanto, tomamos {\displaystyle U=\{u_{1},...,u_{m}\}}, que es linealmente independiente y vamos a demostrar lo que dice el teorema, suponiendo, por hipótesis de inducción, que podemos afirmar lo que dice este para conjuntos linealmente independientes de cardinal {\displaystyle m-1}.
Así, tenemos que {\displaystyle U=\{u_{1},...,u_{m}\}} es linealmente independiente y entonces {\displaystyle \{u_{1},...,u_{m-1}\}\subset U} es linealmente independiente. El cardinal de este conjunto es {\displaystyle m-1}, por lo que podemos aplicarle la hipótesis de inducción. Haciéndolo obtenemos que 
(a) {\displaystyle m-1\leq n}
(b) {\displaystyle \exists W''\subseteq W} de cardinal {\displaystyle \left\vert W''\right\vert =n-(m-1)=n-m+1} tal que {\displaystyle \{u_{1},...,u_{m-1}\}\cup W''} genera {\displaystyle V}.
Por (b), tenemos que {\displaystyle W''} consta de {\displaystyle n-m+1} vectores de {\displaystyle W}. Podemos suponer, sin pérdida de generalidad, que estos vectores son los últimos de la lista de elementos de {\displaystyle W}, pues si no lo fueran, podríamos reordenar esa lista para ponerlos en último lugar. Así pues, consideramos {\displaystyle W''=\{w_{m},...,w_{n}\}}. Por lo tanto, (b) se puede reescribir como {\displaystyle \{u_{1},...,u_{m-1},w_{m},...,w_{n}\}} y genera a {\displaystyle V}.
Consideremos ahora el vector {\displaystyle u_{m}\in U\subseteq V}. Como el anterior conjunto es generador de {\displaystyle V}, existen ciertos {\displaystyle \alpha _{1},...,\alpha _{m-1},\beta _{m},...,\beta _{n}\in \mathbb {K} } tales que
{\displaystyle u_{m}=\alpha _{1}u_{1}+...+\alpha _{m-1}u_{m-1}+\beta _{m}w_{m}+...+\beta _{n}w_{n}} {\displaystyle (*)}
Entonces tenemos que {\displaystyle \left\vert W''\right\vert \geq 1}, pues si fuera vacío tendríamos que {\displaystyle u_{m}=\alpha _{1}u_{1}+...+\alpha _{m-1}u_{m-1}} y entonces {\displaystyle U} no sería linealmente independiente, con lo que llegaríamos a contradicción. Por tanto, obtenemos de la relación de cardinales en (b) que {\displaystyle n-m+1=}{\displaystyle \left\vert W''\right\vert \geq 1\Rightarrow n+1\geq m+1\Rightarrow n\geq m\Rightarrow \left\vert U\right\vert \leq \left\vert W\right\vert }, con lo que (1) queda ya demostrado.
Sólo nos queda, pues, demostrar (2). Con el mismo razonamiento de antes, tenemos que {\displaystyle \beta _{i}\neq 0} para algún {\displaystyle i=m,...,n}, pues si no tendríamos que {\displaystyle u_{m}=\alpha _{1}u_{1}+...+\alpha _{m-1}u_{m-1}} y llegaríamos a contradicción igual que antes. Como algún {\displaystyle \beta _{i}\neq 0}, podemos suponer, sin pérdida de generalidad, que {\displaystyle \beta _{m}\neq 0}, pues si fuera otro coeficiente el {\displaystyle \beta _{i}\neq 0} podríamos reordenar los términos. Si denotamos {\displaystyle [A]} el subespacio generado por un conjunto de vectores {\displaystyle A}, vamos a ver que {\displaystyle [U\cup \{w_{m+1},...,w_{n}\}]=[u_{1},...,u_{m-1},u_{m},w_{m+1},...,w_{n}]=[u_{1},...,u_{m-1},w_{m},w_{m+1},...,w_{n}]=\{u_{1},...,u_{m-1}\}\cup W''=V}.
La primera y la penúltima igualdad se dan por definición de {\displaystyle U} y {\displaystyle W''}, respectivamente, y la última por (b). Sólo tenemos que probar, pues, la segunda. 
Por {\displaystyle (*)} tenemos que {\displaystyle u_{m}} es combinación lineal de {\displaystyle \{u_{1},...,u_{m-1},w_{m},...,w_{n}\}}, por lo que {\displaystyle [u_{1},...,u_{m-1},u_{m},w_{m},w_{m+1},...,w_{n}]=[u_{1},...,u_{m-1},w_{m},w_{m+1},...,w_{n}]}. 
Por otro lado, como {\displaystyle \beta _{m}\neq 0}, en {\displaystyle (*)} podemos despejar {\displaystyle w_{m}} como {\displaystyle w_{m}={\frac {1}{\beta _{m}}}u_{m}-\sum _{i=1}^{m-1}{{\frac {\alpha _{i}}{\beta _{m}}}u_{i}}-\sum _{i=m+1}^{n}{{\frac {\beta _{i}}{\beta _{m}}}w_{i}}}, por lo que {\displaystyle w_{m}} es combinación lineal de {\displaystyle \{u_{1},...,u_{m-1},u_{m},w_{m+1},...,w_{n}\}}, de lo que obtenemos que {\displaystyle [u_{1},...,u_{m-1},u_{m},w_{m},w_{m+1},...,w_{n}]=[u_{1},...,u_{m-1},u_{m},w_{m+1},...,w_{n}]}. Por lo tanto, 
{\displaystyle [u_{1},...,u_{m-1},u_{m},w_{m+1},...,w_{n}]=[u_{1},...,u_{m-1},u_{m},w_{m},w_{m+1},...,w_{n}]=[u_{1},...,u_{m-1},w_{m},w_{m+1},...,w_{n}]}, la igualdad que quedaba por probar.
Así pues, tenemos que {\displaystyle [U\cup \{w_{m+1},...,w_{n}\}]=V}, y si tomamos {\displaystyle W'=\{w_{m+1},...,w_{n}\}}, tenemos que {\displaystyle W'\subseteq W}, {\displaystyle \left\vert W'\right\vert =n-m=\left\vert W\right\vert -\left\vert U\right\vert } y {\displaystyle U\cup W'} genera a {\displaystyle V}, es decir, hemos demostrado (2), y con esto concluye la demostración.    {\displaystyle \square }

## Corolarios
Como consecuencia del teorema de intercambio de Steinitz se obtienen los siguientes resultados:
| Todas las bases de un mismo espacio vectorial tienen igual número de elementos. |
| Supongamos que tenemos dos bases {\displaystyle B_{1}} y {\displaystyle B_{2}} de cierto espacio vectorial {\displaystyle E.} {\displaystyle B_{1}} es una base y, en particular, es un conjunto generador de {\displaystyle E}. {\displaystyle B_{2}} es también una base, y en particular, es un conjunto linealmente independiente. Aplicando el teorema de intercambio de Steinitz obtenemos que {\displaystyle \vert B_{1}\vert \geq \vert B_{2}\vert }. Simétricamente, {\displaystyle B_{2}} es generador de {\displaystyle E} y {\displaystyle B_{1}} es linealmente independiente, luego {\displaystyle \vert B_{2}\vert \geq \vert B_{1}\vert }. De las dos desigualdades anteriores obtenemos que {\displaystyle \vert B_{1}\vert =\vert B_{2}\vert .\quad \square } |

Este resultado motiva la definición de dimensión de un espacio vectorial como la cantidad de elementos que tiene cualquier base suya que consideremos.
| Dado un espacio vectorial {\displaystyle E} de dimensión {\displaystyle n} y un conjunto de {\displaystyle n} vectores {\displaystyle S\subseteq E}, (1) {\displaystyle S} genera a {\displaystyle E\Rightarrow S} es base de {\displaystyle E} (2) {\displaystyle S} linealmente independiente {\displaystyle \Rightarrow S} es base de {\displaystyle E} |
| (1) Por hipótesis, {\displaystyle S} es generador, así que {\displaystyle S} contiene una base. Pero la dimensión de {\displaystyle E} es {\displaystyle n}, así que todas sus bases tienen {\displaystyle n} elementos. Como {\displaystyle S} tiene por hipótesis {\displaystyle n} elementos, la base que {\displaystyle S} contiene es necesariamente {\displaystyle S}, de forma que {\displaystyle S} es una base de {\displaystyle E}. (2) Consideramos {\displaystyle B} una base de {\displaystyle E}. Por el primer corolario, {\displaystyle \vert B\vert =n}. En particular, {\displaystyle B} es generador de {\displaystyle E}. Por el teorema de Steinitz, existe un subconjunto de {\displaystyle A\subseteq B} de tamaño {\displaystyle \vert A\vert =\vert B\vert -\vert S\vert =n-n=0} tal que {\displaystyle S\cup A} es generador. Pero como {\displaystyle \vert A\vert =0}, necesariamente {\displaystyle A} es el conjunto vacío, y {\displaystyle S\cup A=S} es generador. Como, por hipótesis, {\displaystyle S} también es linealmente independiente, {\displaystyle S} es una base. {\displaystyle \square } |

Por lo tanto, dado un subconjunto {\displaystyle S} de cardinal igual a la dimensión del espacio vectorial al que pertenece, solo hace falta comprobar una de las dos propiedades que tienen por definición las bases para demostrar que {\displaystyle S} es una base.